# 전준우
전준우(田峻玗, 1986년 2월 25일~)는 KBO 리그 롯데 자이언츠의 외야수, 내야수, 지명타자이다. 그의 장인은 전 KBO 리그 MBC 청룡의 내야수, 지명타자인 김바위이며 처남은 전 KBO 리그 kt 위즈의 외야수, 지명타자인 김진곤이다.
KBO 리그 선수 중 1군과 2군 올스타전 MVP를 모두 차지한 첫 선수이다.

## 아마추어 시절
2004년에 2차 7라운드(전체 48순위)로 롯데 자이언츠의 지명을 받았으나 입단을 거절하고 건국대학교 체육교육과(2004학번)에 입학했다. 2004년부터 지명 후 2년 내에 지명받은 팀에 입단하지 않으면 자동으로 지명권이 소멸되기 때문에 그는 2008년 드래프트에서 다시 지명받았다. 건국대 체육교육과 3학년 때에는 국가대표 3루수로 활약했고, 4학년 때는 대학 야구 춘계 리그 홈런상을 수상했다. 건국대 체육교육과 졸업 후 2008년 신인 드래프트에서 2차 2라운드로 다시 롯데 자이언츠의 지명을 받아 계약금 1억원에 입단하였다.

## 롯데 자이언츠시절

### 2008년시즌
전반기 2군에서 맹활약을 펼쳤으며, 8월 17일 퓨처스리그 올스타전에서 결승 만루 홈런 포함 3타수 3안타, 4타점으로 퓨처스 올스타전 MVP를 차지했다. 그 해 2군에서 안타, 득점, 도루 부문에서 남부 리그 1위를 차지했으며, 후반기에는 2008년 9월 3일 LG전에서 데뷔 첫 경기를 치렀고 대타로 나와 1타점 2루타를 기록했다. 그 해 기록한 안타를 모두 2루타로 기록하는 등 중장거리 타자로서 두각을 나타내기 시작했다.

### 2009년시즌
시범 경기에서의 맹활약으로 개막전 엔트리에 포함됐다. 시즌 초 이대호의 백업 3루수로 출전했으나 수비 미숙으로 당시 감독이었던 로이스터가 그를 중견수로 기용했다. 1군과 2군을 넘나들다가 6월 28일에 전 날 김주찬의 부상으로 그가 1번 타자 및 중견수로 임시 기용되며 자리잡았다. 7월 8일 삼성전에서 첫 타석에서 자신의 데뷔 첫 홈런을 1회 리드오프 홈런으로 기록했다. 7월 백업으로서 돌풍을 이끌던 그는 8월 1일 한화전에서 파울 타구를 치다가 손바닥을 다쳐 시즌을 마감했다. 이 부상으로 인해 왼손 뼛조각 제거 수술을 받았다.

### 2010년시즌
외야수로 개막전 엔트리에 포함됐다. 하지만 4월 초반 하위 타선에서 .152의 저조한 타율로 부진했다. 그 후 5월 7일 두산 베어스전에서 2홈런, 5타점으로 거포 본능을 발휘하기 시작했다. 그 해 유난히 승부처에서 한 방을 터뜨리며 좋은 활약을 펼친 그는 리그 정상급 수비와 송구로 주전 중견수로 활약하며 데뷔 첫 두 자릿수 홈런(19홈런)을 달성하는 등 350타수 101안타, 2할대 타율, 16도루, 57타점으로 뛰어난 활약을 보여줬다. 특히 8월 15일 KIA전에서 홍성흔이 부상으로 전력에서 이탈했을 때 하위 타선에서 맹활약하며 팀 타선을 이끌었다. 특히 두산 베어스전 타율 .357, 6홈런, 17타점으로 '두산 킬러'의 면모를 보여줬던 그는 2010년 9월 29일 두산과의 준플레이오프 1차전에서 포스트시즌 첫 출장을 했는데 정재훈을 상대로 결승 홈런을 쳐 내 팀의 승리를 이끌었다. 그 경기에서 MBC 스포츠+의 허구연 해설위원이 '공포의 8번 타자'라고 불렀다.

### 2011년시즌
당시 신임 감독이었던 양승호는 부임 후 그를 3루수로, 황재균을 유격수로, 이우민을 중견수로 낙점하며 시즌을 맞이했다. 하지만 주전 중견수로 낙점됐던 이우민의 긴 부진으로 인해 다시 중견수로 복귀했다. 또한 2011년 4월 23일 외야수 김주찬의 부상으로 1번 타자를 맡았다. 그 해 성적 539타수 162안타(최다 안타 2위), 3할대 타율, 11홈런, 64타점, 23도루, 97득점을 기록하며 득점왕에 올랐다.
골든글러브 외야수 부문 후보에 올랐으나 미리 정해진 결혼식 날짜와 겹쳐 참석하지 못했고, 3위와 21표 차이로 외야수 부문 골든글러브를 수상하지 못했다. 하지만 SK와의 플레이오프 2차전에서 홈런을 치고 환호하는 사진이 골든 포토상으로 선정됐다.

### 2012년시즌
시즌 초반에 3번, 중견수로 주로 출장했으나 타격 슬럼프가 오면서 1번으로 타순을 옮겼다. 그러나 타격 부진이 이어져 하위 타선으로 내려갔다. 7월 24일 경기에서 실책성 플레이 후 2군으로 내려간 뒤, 8월 7일 다시 1군으로 복귀했다. 득녀 후 맹타를 휘둘렀으나 다시 부진했고 안 좋은 성적으로 시즌을 마쳤다. 시즌 후 준 플레이오프에서 부진했지만 플레이오프 때 맹타를 휘둘렀다.

## 경찰 야구단시절
2014년 시즌 후 입단하였다.

## 롯데 자이언츠복귀
2019년 시즌 후 FA 자격을 취득해 4년 총액 34억원에 잔류했다.
2021년에 민병헌의 뒤를 이어 팀의 새 주장으로 선정됐다.

## 별명
- 2013년 5월 15일 NC전에서 이민호의 공을 그대로 쳐 낸 뒤 홈런을 직감하고 배트를 내동댕이친 채 동료가 몰린 1루 더그아웃 쪽을 향해 손가락을 가리키는 세리머니를 했다. 하지만 타구는 바람 때문에 펜스 바로 앞에서 좌익수 박정준이 타구를 잡아내 그는 외야 플라이로 아웃됐다. 이 영상은 인터넷을 통해 실시간에 퍼졌으며, MLB 홈페이지 메인을 장식했다. 홈페이지에는 이 사진과 함께 "확실하게 넘어가서 홈런이 되기 전에는 기뻐하지 말라는 것을 이 대한민국 선수의 경우를 보고 배워라(Don’t celebrate a homerun if it’s not definitely going out: Learn from this Korean League player’s fail)"이라는 글이 게재됐다.[12] 이 사건으로 인해 '월드스타', '전레발'이라고 불린다.
- 그의 성과 카를로스 벨트란을 합친 '전트란'이라고 불린다.

## 등장곡
- Starstrukk - 30H!3

## 배우자
- '김미경' (2011년 ~ 현재)[13]

## 출신 학교
- 흥무초등학교
- 경주중학교
- 경주고등학교
- 건국대학교 체육교육과

## 통산 기록
| 연도 | 팀명   | 타율  | 경기 | 타수 | 득점 | 안타 | 2루타 | 3루타 | 홈런 | 루타 | 타점 | 도루 | 도실 | 볼넷 | 사구 | 삼진 | 병살 | 실책 |
| ---- | ------ | ----- | ---- | ---- | ---- | ---- | ----- | ----- | ---- | ---- | ---- | ---- | ---- | ---- | ---- | ---- | ---- | ---- |
| 2008 | 롯데   | 0.100 | 15   | 30   | 3    | 3    | 3     | 0     | 0    | 6    | 3    | 0    | 0    | 5    | 0    | 9    | 1    | 2    |
| 2009 | 롯데   | 0.220 | 26   | 59   | 12   | 13   | 3     | 0     | 2    | 22   | 9    | 1    | 0    | 5    | 1    | 16   | 1    | 1    |
| 2010 | 롯데   | 0.289 | 114  | 350  | 56   | 101  | 14    | 2     | 19   | 176  | 57   | 16   | 7    | 26   | 8    | 89   | 7    | 2    |
| 2011 | 롯데   | 0.301 | 133  | 539  | 97   | 162  | 38    | 5     | 11   | 243  | 64   | 23   | 9    | 50   | 7    | 101  | 14   | 6    |
| 2012 | 롯데   | 0.253 | 122  | 459  | 63   | 116  | 22    | 4     | 7    | 167  | 38   | 21   | 8    | 45   | 7    | 103  | 16   | 6    |
| 2013 | 롯데   | 0.275 | 128  | 455  | 65   | 125  | 25    | 1     | 7    | 173  | 66   | 19   | 8    | 65   | 5    | 77   | 15   | 6    |
| 2014 | 롯데   | 0.292 | 113  | 415  | 69   | 121  | 23    | 2     | 14   | 190  | 66   | 7    | 4    | 34   | 9    | 71   | 10   | 2    |
| 2016 | 롯데   | 0.253 | 25   | 99   | 16   | 25   | 7     | 0     | 2    | 38   | 10   | 3    | 3    | 7    | 6    | 25   | 4    | 0    |
| 2017 | 롯데   | 0.321 | 110  | 455  | 76   | 146  | 27    | 1     | 18   | 229  | 69   | 2    | 4    | 30   | 7    | 70   | 11   | 0    |
| 2018 | 롯데   | 0.342 | 144  | 556  | 118  | 190  | 36    | 2     | 33   | 329  | 90   | 7    | 7    | 48   | 7    | 82   | 12   | 3    |
| 2019 | 롯데   | 0.301 | 141  | 545  | 85   | 164  | 30    | 1     | 22   | 262  | 83   | 8    | 2    | 46   | 7    | 71   | 19   | 4    |
| 2020 | 롯데   | 0.279 | 143  | 562  | 95   | 157  | 34    | 1     | 26   | 271  | 96   | 5    | 5    | 52   | 8    | 79   | 21   | 5    |
| 2021 | 롯데   | 0.348 | 144  | 552  | 88   | 192  | 46    | 0     | 7    | 259  | 92   | 6    | 3    | 53   | 5    | 71   | 10   | 0    |
| 2022 | 롯데   | 0.304 | 120  | 470  | 73   | 143  | 31    | 1     | 11   | 209  | 68   | 6    | 3    | 35   | 3    | 73   | 14   | 2    |
| 2023 | 롯데   | 0.312 | 138  | 493  | 80   | 154  | 21    | 3     | 17   | 232  | 77   | 9    | 2    | 52   | 7    | 65   | 12   | 2    |
| 2024 | 롯데   | 0.293 | 109  | 423  | 57   | 124  | 26    | 2     | 17   | 205  | 82   | 3    | 1    | 49   | 5    | 84   | 11   | 2    |
| 통산 | 16시즌 | 0.300 | 1725 | 6462 | 1936 | 1812 | 386   | 25    | 213  | 3011 | 970  | 136  | 66   | 602  | 92   | 1086 | 179  | 42   |

- 빨간 글씨는 한국 프로야구 역사상 최고 기록
- 굵은 글씨는 해당 시즌 최고 기록